# Liste der Nummer-eins-Hits in den Niederlanden (1966)
Diese Liste enthält alle Nummer-eins-Hits in den Niederlanden im Jahr 1966. Es gab in diesem Jahr 14 Nummer-eins-Singles.
| Singles |
| --- |
| - The Beatles – We Can Work It Out / Day Tripper - 7 Wochen (25. Dezember 1965 – 11. Februar 1966) - The Beatles und The Overlanders – Michelle - 5 Wochen (12. Februar – 18. März) - Nancy Sinatra – These Boots Are Made for Walkin’ - 5 Wochen (19. März – 22. April) - The Kinks – Dedicated Follower of Fashion - 3 Wochen (23. April – 13. Mai) - The Beach Boys – Sloop John B - 4 Wochen (14. Mai – 10. Juni) - The Rolling Stones – Paint It Black - 3 Wochen (11. Juni – 1. Juli) - The Beatles – Paperback Writer - 2 Wochen (2. Juli – 15. Juli) - The Kinks – Sunny Afternoon - 4 Wochen (16. Juli – 12. August) - Karin Kent – Dans je de hele nacht met mij - 1 Woche (13. August – 19. August) - The Troggs – With a Girl Like You - 1 Woche (20. August – 26. August) - The Beatles – Yellow Submarine / Eleanor Rigby - 6 Wochen (27. August – 7. Oktober) - Sonny and Cher – Little Man - 6 Wochen (8. Oktober – 18. November) - Herman’s Hermits – No Milk Today - 5 Wochen (19. November – 23. Dezember) - The Easybeats und The Dukes – Friday on My Mind - 2 Wochen (24. Dezember 1966 – 6. Januar 1967) |

## Jahreshitparaden (1966)
| Singles |
| --- |
| 1. The Beach Boys – Sloop John B 2. Nancy Sinatra – These Boots Are Made for Walkin’ 3. Frank Sinatra – Strangers in the Night 4. The Beatles – Michelle 5. The Mamas and the Papas – Monday, Monday 6. Chris Andrews – To Whom It Concerns 7. The Kinks – Dedicated Follower of Fashion 8. Sonny and Cher – Little Man 9. The Rolling Stones – As Tears Go By 10. Barbra Streisand – Second Hand Rose 11. The Troggs – With a Girl Like You 12. Golden Earring – That Day 13. The Beatles – Yellow Submarine / Eleanor Rigby 14. The Rolling Stones – Paint It Black 15. The Kinks – Sunny Afternoon 16. Crispian St. Peters – You Were on My Mind 17. David Garrick – Lady Jane 18. Los Bravos – Black Is Black 19. The Lovin’ Spoonful – Summer in the City 20. The Beatles – We Can Work It Out |

Siehe auch: Nummer-eins-Hits 1966 in  Australien, Belgien, Deutschland, Finnland, Frankreich, Irland, Italien, Kanada, Neuseeland, Norwegen, Österreich, Spanien, den Vereinigten Staaten und im Vereinigten Königreich.